# Vernon Smith
Vernon Lomax Smith (ur. 1 stycznia 1927 w Wichita) – amerykański ekonomista, laureat Nagrody Banku Szwecji im. Alfreda Nobla w dziedzinie ekonomii w 2002 roku.
Pracę doktorską obronił na Uniwersytecie Harvarda w 1955 r. Od 2001 r. jest profesorem nauk prawnych i ekonomicznych na George Mason University.
Nagrodę Banku Szwecji im. Alfreda Nobla otrzymał w 2002 r. za wprowadzenie eksperymentów ekonomicznych do badań naukowych i zapoczątkowanie w ten sposób ekonomii eksperymentalnej. Badał m.in. zachowanie uczestników licytacji i aukcji, poszukując najskuteczniejszej metody osiągnięcia wysokiej ceny. Nagrodę podzielił z nim Daniel Kahneman.